# Mezi námi

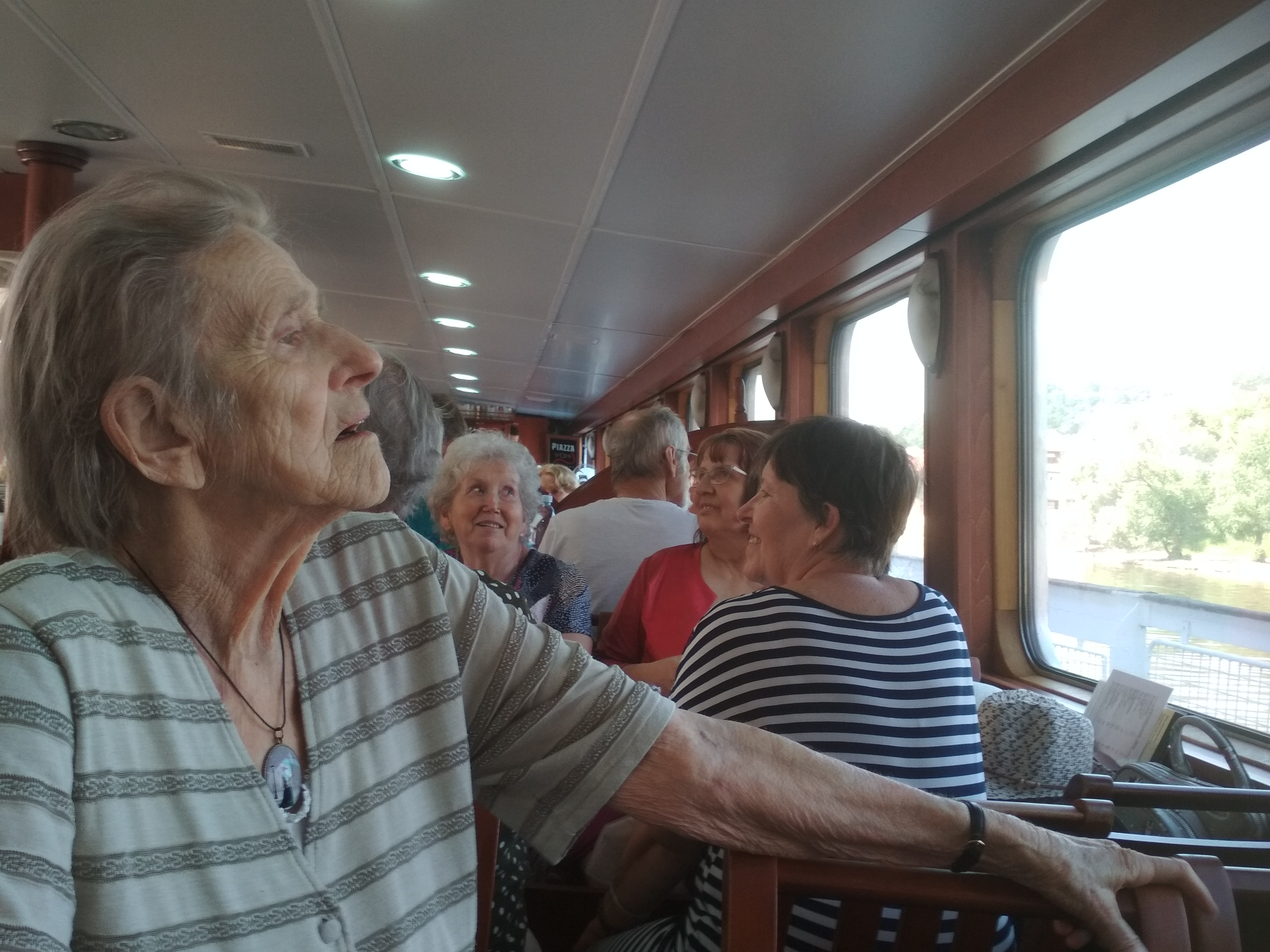
Setkání seniorských dobrovolníků a dobrovolnic organizované Mezi námi o.p.s.

Mezi námi je nezisková organizace zaměřená na mezigenerační setkávání.

## Historie
Obecně prospěšná společnost Mezi námi o.p.s. vznikla v roce 2013 s cílem propojovat generace, především tu nejmladší s tou nejstarší, aby si k sobě našly cestu a vzájemné pochopení, neboť mládí i stáří jsou nevyhnutelné životní etapy.

## Projekty
Vizí organizace je podpora pravidelného propojování generace seniorů, dětí a lidí v produktivním věku na základě jejich vnitřní motivace v místní komunitě s cílem objevovat, poznávat, obohacovat se ve vzájemné úctě, což se děje v rámci těchto projektů:

### Povídej
V programu Povídej docházejí konkrétní skupiny dětí ze škol a školek za babičkami a dědečky do blízkého seniorského zařízení, kde společně tvoří, vyprávějí si a sdílejí životní poznatky a zkušenosti.

### Přečti
Program PŘEČTI byl v roce 2017 areditován Ministerstvem vnitra ČR, v jeho náplni babičky a dědečkové docházejí do mateřských školek, kde čtou dětem pohádky.

### Pomáhej
Dědečkové a babičky mají šanci POMÁHAT a být užiteční ve svém okolí prostřednictvím o.p.s. Mezi námi.

### Vzdělávání
V programu VZDĚLÁVÁNÍ se nabízí podpora organizacím, které potřebují osvětu v mezigeneračním přístupu.

### Dílny
V rámci tohoto projektu se pořádají mezigenerační tvořivé DÍLNY pro veřejnost.

## Ocenění
Značka Mezigeneračně - Praha 11